# Gynacantha penelope
Gynacantha penelope är en trollsländeart som beskrevs av Friedrich Ris 1915. Gynacantha penelope ingår i släktet Gynacantha och familjen mosaiktrollsländor. Inga underarter finns listade i Catalogue of Life.